# Kevin Dawson
Kevin Emiliano Dawson Blanco (ur. 8 lutego 1992 w Colonia del Sacramento) – urugwajski piłkarz występujący na pozycji bramkarza, od 2024 roku zawodnik Defensora Sporting.